# 李吕辉
李吕辉（1924年—），男，广东东莞人，中国物理化学家、化学教育家，曾任大连工学院化工系副系主任、副院长、教授。